# 663 v.Chr.
Het jaar 663 v.Chr. is een jaartal volgens de christelijke jaartelling.

## Gebeurtenissen

### Egypte
- Koning Assurbanipal valt opnieuw Egypte binnen, Thebe wordt veroverd en geplunderd.
- Farao Tantamani vlucht naar Napata, hij moet buigen voor een nieuwe wereldmacht Assyrië. Hij regeert nog enige tijd in Koesj, maar in Egypte is dit het einde van de 25e dynastie van Egypte.
- Psammetichus I weet Egypte te herenigen, hij erkent het oppergezag van Assyrië.
- Pedubastis II van Tanis wordt vermoord, hij staat model voor de Pedubastis Cyclus.

### Europa
- Koning Gorboduc (663 - 643 v.Chr.) volgt zijn vader Kimarcus op als heerser van Brittannië.

### Azië
- Jimmu verovert Yamato (het gebied rond Nara) (traditionele datum)

## Overleden
- Pedubastis II, farao van Tanis